# 840

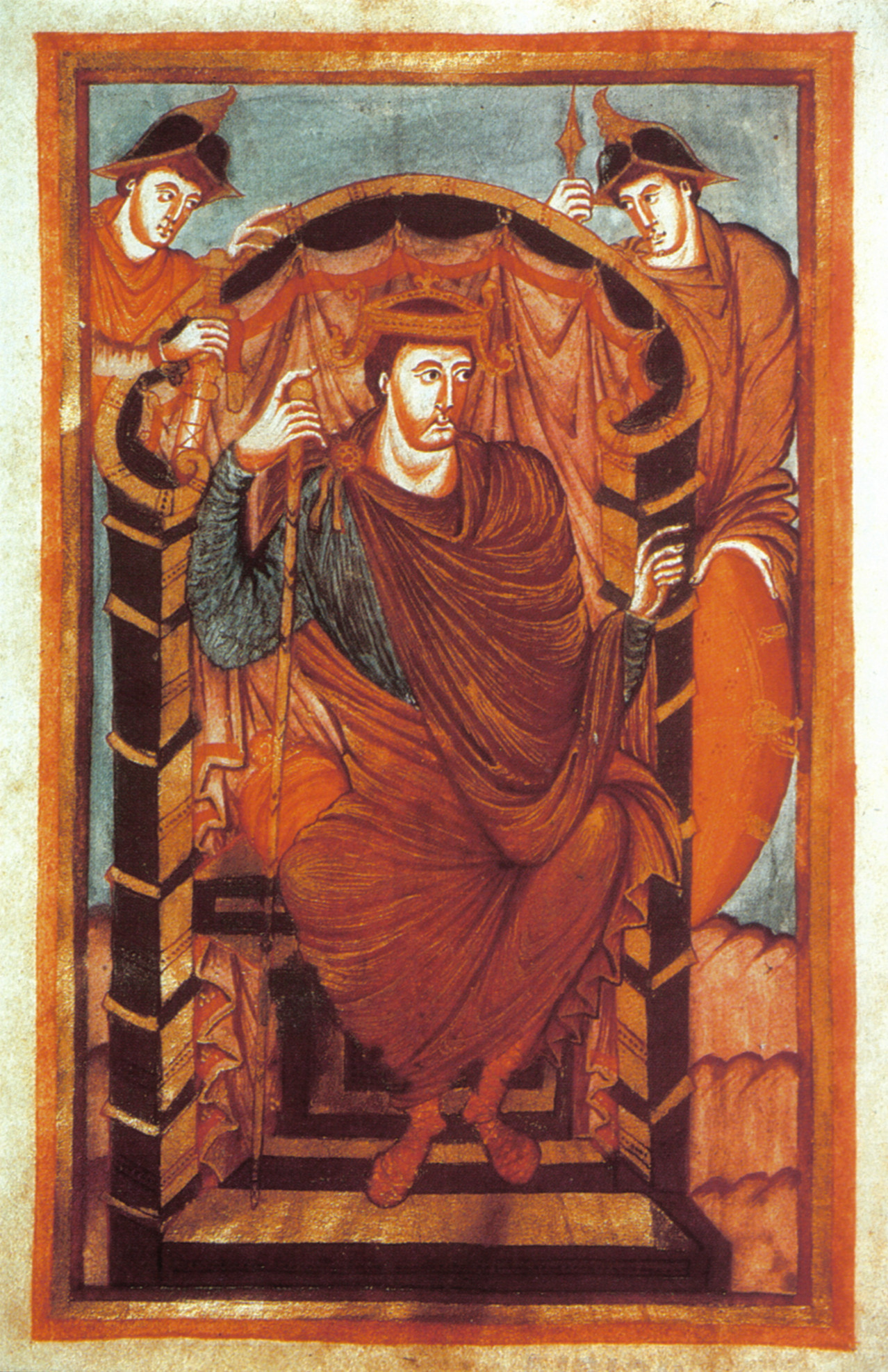
Keizer Lotharius I (795-855)

Het jaar 840 is het 40e jaar in de 9e eeuw volgens de christelijke jaartelling.

## Gebeurtenissen

### Brittannië
- Vikingen uit Noorwegen verwoesten de nederzetting Dublin (hetgeen betekent in het Oudiers:  'An Dub Lihn' ), gelegen bij de river de Liffey nabij de Ierse Zee. De stad wordt herbouwd, omgeven door een omwalling en een houten palissade. Vikingen vestigen zich permanent in Ierland en stichten handelsposten die gebruikt worden als uitvalsbases voor plundertochten naar Engeland. (waarschijnlijke datum)
- Kenneth I wordt heerser over het koninkrijk Dalriada in de westelijke Schotse Hooglanden. (waarschijnlijke datum)

### Europa
- 20 juni - Keizer Lodewijk I ("de Vrome") overlijdt aan een ziekte in Ingelheim am Rhein na een regeerperiode van 26 jaar. Hij wordt opgevolgd door zijn zoon Lotharius I als koning van de Franken en keizer van het Heilige Roomse Rijk. Hierdoor ontstaat een burgeroorlog tussen Lodewijks drie zonen: Lodewijk de Duitser en zijn halfbroer Karel de Kale enerzijds; aan de andere zijde Lotharius, gesteund door zijn neef Pepijn II van Aquitanië.
- Lotharius I sluit een handelsovereenkomst met de republiek Venetië. De Venetiaanse kooplieden krijgen het privilege om hun handel uit te breiden naar de Povlakte (Noord-Italië). Langs drie handelsroutes naar Frankrijk, Rome en door de Alpen naar Duitsland, worden goederen getransporteerd.

### Arabië
- De Arabieren voeren vanuit Sicilië een plunderveldtocht tegen het onafhankelijke vorstendom Capua en verwoesten de stad. (waarschijnlijke datum)
- In de bergen van de Elboers wordt de vesting Alamoet (huidige Iran) gebouwd. De onneembare burcht wordt gevestigd op 2100 meter hoogte.

### Azië
- Keizer Wen Zong overlijdt na een regeerperiode van 13 jaar. Hij wordt opgevolgd door zijn broer Wu Zong als heerser van het Chinese Keizerrijk.
- Het Oeigoerse Orhun-kanaat wordt verslagen door de Kirgiezen. Ze worden verdreven uit Mongolië en trekken zich terug naar het Tarimbekken.
- Oudste bekende vermelding van het Javaanse wajang-poppenspel.

## Religie
- 14 maart - Einhard, Frankisch geleerde en geschiedschrijver, overlijdt in een door hem gesticht klooster in Seligenstadt (huidige Duitsland).
- Eerste schriftelijke vermeldingen van Aalter, Adegem, Deinze, Luzern, Sangerhausen.

## Geboren
- 10 januari - Michaël III, Byzantijns keizer (overleden 867)
- Anscarius, Frankisch markgraaf (waarschijnlijke datum)
- Boudewijn I, graaf van Vlaanderen (waarschijnlijke datum)
- Clemens van Ohrid, Bulgaars aartsbisschop (waarschijnlijke datum)
- Hucbald, Frankisch muziektheoreticus (overleden 930)
- Notker de Stotteraar, Zwitsers monnik (waarschijnlijke datum)
- Theodorus II, paus van de Katholieke Kerk (overleden 897)
- Unruoch III, Frankisch markgraaf (waarschijnlijke datum)
- Waldrada, Frankisch koningin (waarschijnlijke datum)

## Overleden
- 14 maart - Einhard, Frankisch geschiedschrijver
- 6 juni - Agobard (71), Frankisch aartsbisschop
- 16 juni - Rorico, Frankisch graaf (of 839)
- 20 juni - Lodewijk de Vrome (62), koning van de Franken
- Al-Chwarizmi, Perzisch wiskundige (waarschijnlijke datum)
- Junna (54), keizer van Japan
- Pirard, Frankisch bisschop
- Wen Zong (31), keizer van het Chinese Keizerrijk